# Vonones planus
Vonones planus is een hooiwagen uit de familie Cosmetidae.